# PLM 161 BE
Die Elektrolokomotiven 161 BE der Compagnie du chemin de fer Paris-Lyon-Méditerranée, später 1ABBA1 3600 der SNCF, waren Güterzuglokomotiven für 1500 V Gleichstrom. Die Lokomotiven waren dem Depot Chambéry zugeteilt und wurden auf der Nordrampe der Mont-Cenis-Bahn eingesetzt, bevor sie 1973 ausrangiert wurden.

## Geschichte
Die Lokomotiven wurden kurz nach der Erprobung der 161 AE 1 für den Einsatz auf der Maurienne-Strecke bestellt. Gegenüber der Versuchslokomotive haben die 161 BE eine geänderte Übersetzung und die Zahnräder des Antriebs sind ungefedert ausgeführt. Die Höchstgeschwindigkeit beträgt daher nur 80 km/h gegenüber den 110 km/h der 161 AE. Die von der Société d’étude pour l’électrification des Chemins de Fer (SEECF) entwickelte Lokomotive ähnelte stark den von General Electric in Nordamerika gebauten Boxcab-Lokomotiven.

## Technik

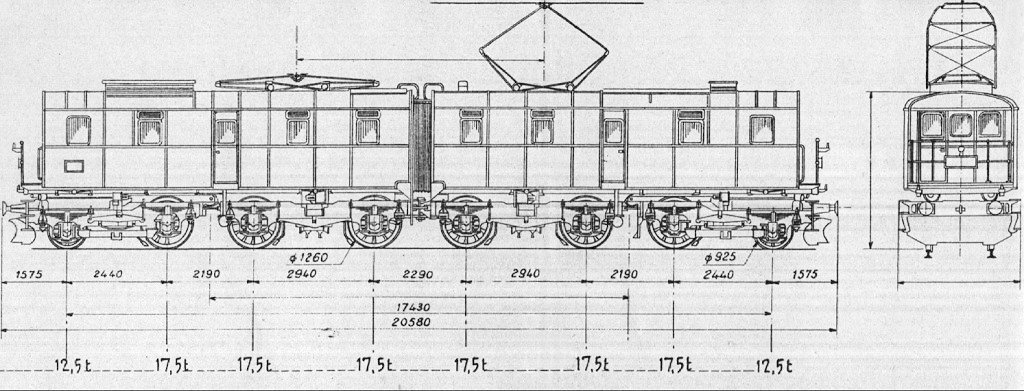
PLM 161 BE

Die beiden Hälften der Doppellokomotive liegen auf zwei miteinander kurzgekuppelten Drehgestellen, so dass die Lokomotivkasten keine Zug- und Druckkräfte aufnehmen. Die beiden inneren Drehgestelle haben zwei Treibachsen, die äußeren haben eine Treibachse und eine Laufachse mit kleinerem Durchmesser. Der Antrieb erfolgt über Tatzlager-Motoren. Die Anfahrwiderstände werden über einzelne elektro-pneumatische Schütze gesteuert, die Gruppierung der Motoren über Nockenschaltwerke.